# Chica Bond
Chica Bond es un modismo de un personaje (o la actriz interpretando a un personaje) que es un interés romántico, socia o enemiga del protagonista James Bond en alguna novela, película o videojuego. Chica Bond de vez en cuando obtienen nombres que son dobles sentidos o juegos de palabras, como Pussy Galore, Plenty O'Toole, Xenia Onatopp, o Holly Goodhead, y se consideran símbolo omnipresente de glamour y sofisticación.
No hay ninguna regla para saber qué clase de persona es una chica Bond o qué papel juega, ya que puede ser un aliado o un enemigo de Bond, una femme fatale, fundamental o no para la misión. Hay personajes femeninos como M y Moneypenny, que no son intereses románticos de Bond, y por lo tanto no son estrictamente chicas Bond. 
Sin embargo, se ha argumentado que el papel fundamental de M en la trama de Skyfall (2012), protagonizado por Judi Dench, la califica como una chica Bond o mujer Bond.

## PrototipoChica Bond
Las películas de James Bond se caracterizan por emplear mujeres atractivas en papeles clave de la narración, pero siempre secundarios al del propio Bond, y no repiten en otra película; a excepción de Léa Seydoux que apareció en ´Spectre´ y ´Sin tiempo para morir´ 
El prototipo de una Chica Bond es una mujer con clase, sofisticada, independiente, que habla claro y de forma interesante, que no muestra su miedo, valiente, con confianza en sí misma y buena actitud, desinteresada, que siempre aparece realzando sus rasgos sutilmente con un poco de maquillaje y haciendo que su cabello luzca. Sin ser exigente ni recargada en el vestuario. Es una mujer deportiva, que siempre tiene un plan B bajo la manga, viajera, con fluidez de idiomas y sobre todo, una mujer inteligente y con un equilibrio entre una actitud distante y un interés potencial.
La Femme fatale Bond es un personaje tipo, una villana que usa la sexualidad para atrapar a Bond, que constantemente cruza la línea entre la bondad y la maldad, actuando sin escrúpulos sea cual sea su voluntad. Xenia Onatopp es la femme fatale en GoldenEye (1995).
- Hay varios arquetipos diferentes para definir a una Chica Bond:[6]
  - Mujeres que prestan su ayuda a Bond.
  - Mujeres femme fatale; que invariablemente crean un atentado contra la vida de Bond
  - Mujeres expiatorias; socias femeninas de Bond que suelen terminar sin vida.
  - Mujeres de interés romántico de Bond.

- Dado que es discutible si ciertas chicas cumplen ciertos tropos, los siguientes criterios se utilizan para determinar la inclusión: 
  - Mujeres con quien Bond ha realizado encuentros sexuales
  - Mujeres que asisten/ayudan principalmente a Bond
  - Mujeres femme fatales que tratan de matar a Bond;
  - Mujeres expiatorias con una lealtad a Bond cuya muerte está instigada por el villano/antagonista principal o por sus secuaces.

Estadísticas
- Primera chica Bond: Ursula Andress. Honey Ryder en Dr. No (1962). Con su actuación nació el mito de chica Bond.
- Única chica Bond en aparecer en 3 filmes de la saga: Maud Adams en "El hombre de la pistola de oro" (1974), "Octopussy" (1983) y "Panorama para matar" (1985).
- Única chica bond afroamericana en rol principal en toda la historia de la saga: Halle Berry en "Die another day" (2002).
- Actriz con más edad en representar una chica Bond: Monica Bellucci, con 50 años[7] al interpretar a Lucia Sciarra en ‘Spectre’ (2015).
- Última chica Bond: Léa Seydoux como Madeleine Swann en ‘Spectre’ (2015) y ´Sin tiempo para morir´ (2024), además segunda chica Bond rubia en rol principal en los últimos 30 años de la saga.

## Chicas Bonden las películas

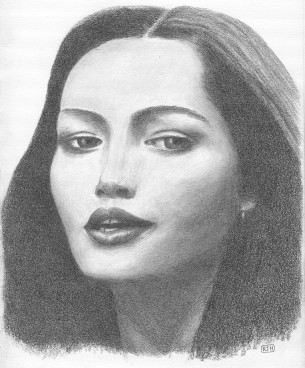
Bárbara Carrera es Fatima Blush en Nunca digas nunca jamás.

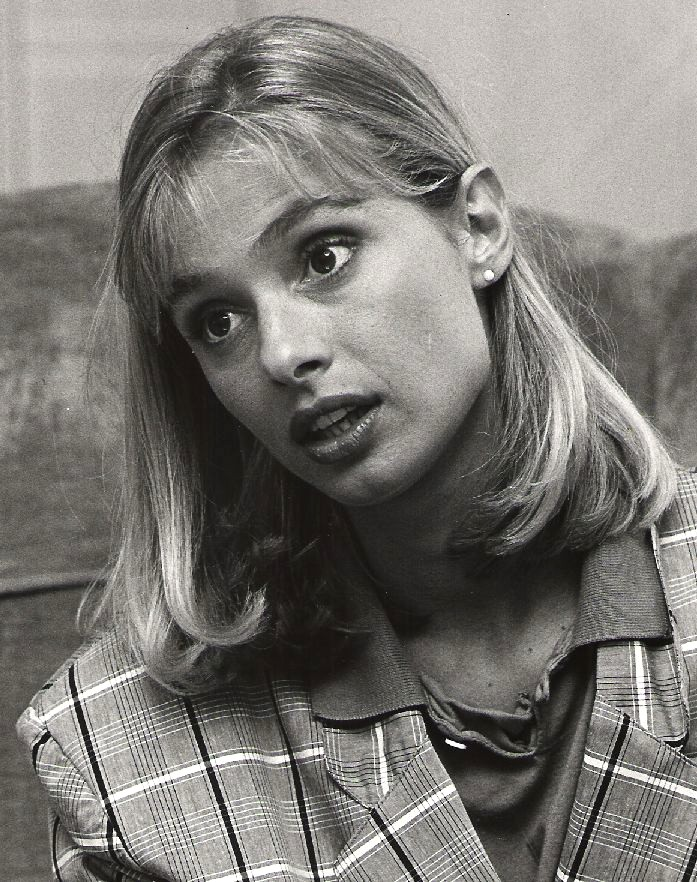
Maryam d'Abo es Kara Milovy en The Living Daylights.

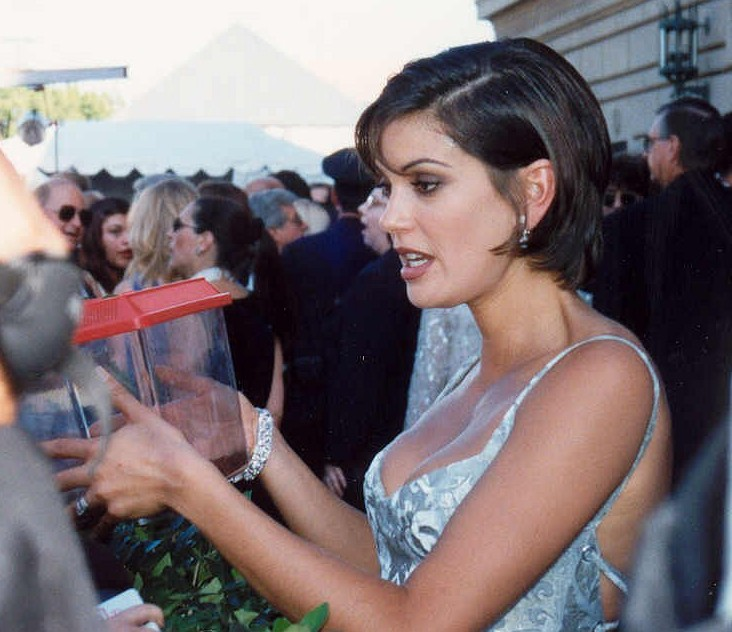
Teri Hatcher en El mañana nunca muere.

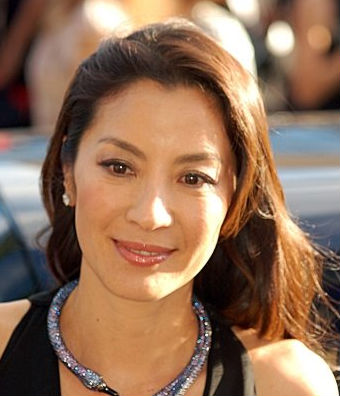
Michelle Yeoh - El mañana nunca muere.

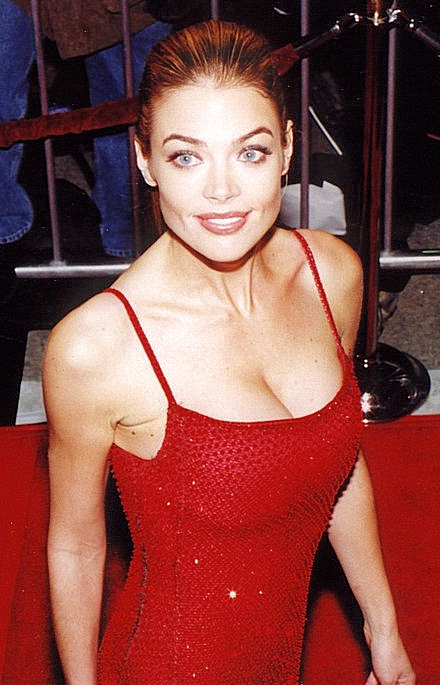
Denise Richards es la Dra.Christmas Jones en The World Is Not Enough.

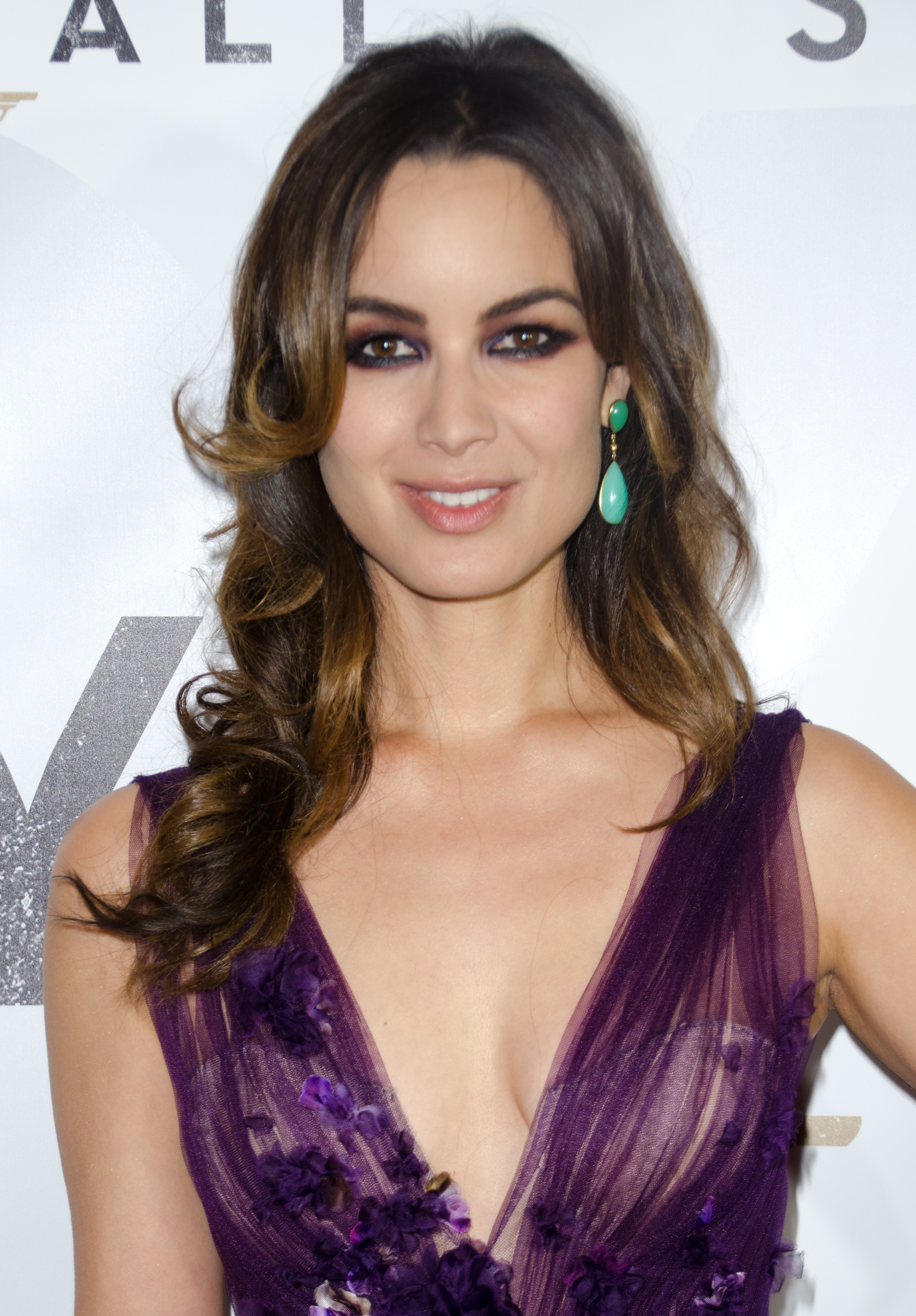
Bérénice Marlohe es Severine en Skyfall.

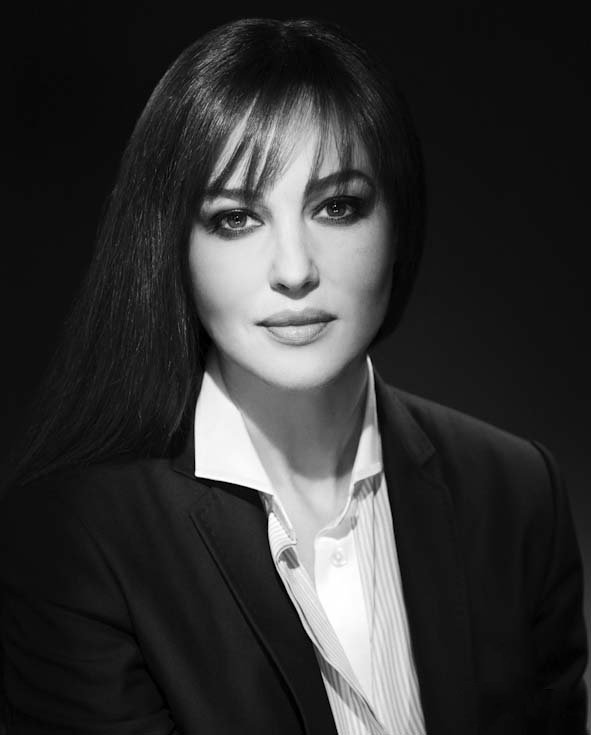
Monica Bellucci es Lucia Sciarra en Spectre.

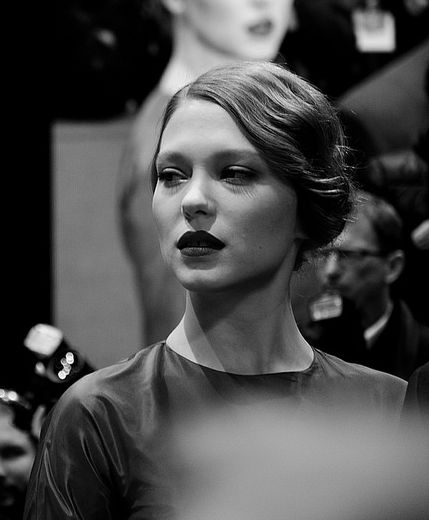
Léa Seydoux es la Dra. Madeleine Swann en Spectre.

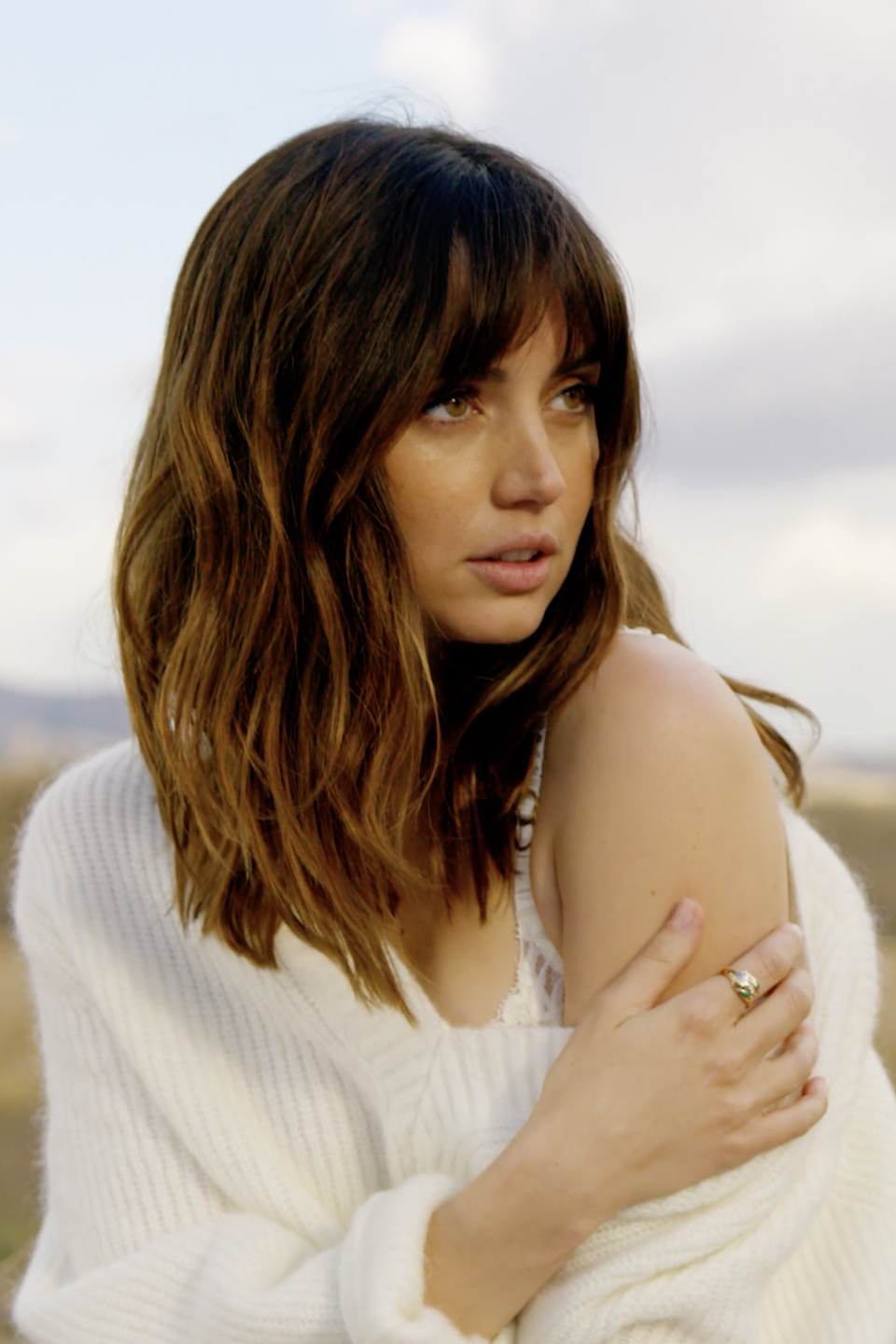
Ana de Armas es Paloma una Agente de la CIA en Sin tiempo para morir.

### Películas Eon Productions
| Película                       | Conquistas sexuales                                                                                              | Ayudante principal              | Femme fatale                                                | Mujeres expiatorias                             |
| ------------------------------ | --- | ------------------------------- | ----------------------------------------------------------- | ----------------------------------------------- |
| Dr. No                         | Sylvia Trench (Eunice Gayson) Miss Taro (Zena Marshall) Honey Ryder (Ursula Andress)                             | Honey Ryder                     | Miss Taro                                                   |                                                 |
| Desde Rusia con Amor           | Sylvia Trench (Eunice Gayson) Vida (Aliza Gur) Zora (Martine Beswick) Tatiana Románova (Daniela Bianchi)         | Tatiana Románova                | Rosa Klebb (Lotte Lenya)                                    |                                                 |
| Goldfinger                     | Jill Masterson (Shirley Eaton) Pussy Galore (Honor Blackman)                                                     | Pussy Galore                    | Bonita (Nadja Regin)                                        | Jill Masterson Tilly Masterson (Tania Mallet)   |
| Operación Trueno               | Patricia "Pat" Fearing (Molly Peters) Fiona Volpe (Luciana Paluzzi) Domino Derval (Claudine Auger)               | Domino Derval                   | Fiona Volpe                                                 | Paula Caplan (Martine Beswick)                  |
| Sólo se vive dos veces         | Aki (Akiko Wakabayashi) Helga Brandt (Karin Dor) Kissy Suzuki (Mie Hama)                                         | Kissy Suzuki                    | Helga Brandt                                                | Aki                                             |
| Al servicio de su majestad     | Teresa di Vicenzo (Diana Rigg) Ruby Bartlett (Angela Scoular) Nancy (Catherine Schell)                           | Teresa di Vicenzo               | Irma Bunt (Ilse Steppat)                                    | Teresa di Vicenzo                               |
| Diamantes para la eternidad    | Tiffany Case (Jill St. John)                                                                                     | Tiffany Case                    | Bambi (Lola Larson) Thumper (Trina Parks)                   | Plenty O'Toole (Lana Wood)                      |
| Vive y deja morir              | Miss Caruso (Madeline Smith) Rosie Carver (Gloria Hendry) Solitaire (Jane Seymour)                               | Solitaire                       | Rosie Carver                                                | Rosie Carver                                    |
| El hombre de la pistola de oro | Andrea Anders (Maud Adams) Mary Goodnight (Britt Ekland)                                                         | Mary Goodnight                  |                                                             | Andrea Anders                                   |
| La espía que me amó            | Log Cabin Girl (Sue Vanner) Harem Tent Girl (Dawn Rodrigues) Anya Amasova (Barbara Bach)                         | Anya Amasova                    | Naomi (Caroline Munro)                                      | Felicca (Olga Bisera)                           |
| Moonraker                      | Corinne Dufour (Corinne Cléry) Manuela (Emily Bolton) Holly Goodhead (Lois Chiles)                               | Holly Goodhead                  | Privada Jet Hostess (Leila Shenna)                          | Corinne Dufour                                  |
| Sólo para sus ojos             | Countess Lisl von Schlaf (Cassandra Harris) Melina Havelock (Carole Bouquet)                                     | Melina Havelock                 |                                                             | Condesa Lisl von Schlaf                         |
| Octopussy                      | Magda (Kristina Wayborn) Octopussy (Maud Adams)                                                                  | Octopussy                       | Magda                                                       | Bianca                                          |
| Panorama para matar            | Kimberley Jones (Mary Stävin) May Day (Grace Jones) Pola Ivanova (Fiona Fullerton) Stacey Sutton (Tanya Roberts) | Stacey Sutton                   | May Day Jenny Flex (Alison Doody) Pan Ho (Papillon Soo Soo) | May Day                                         |
| Alta tensión                   | Linda (Kell Tyler) Kara Milovy (Maryam d'Abo)                                                                    | Kara Milovy                     |                                                             |                                                 |
| Licence to Kill                | Pam Bouvier (Carey Lowell) Lupe Lamora (Talisa Soto)                                                             | Pam Bouvier                     |                                                             | Della Churchill (Priscilla Barnes)              |
| GoldenEye                      | Caroline Cossey(Serena Gordon) Natalya Simonova (Izabella Scorupco)                                              | Natalya Simonova                | Xenia Onatopp (Famke Janssen)                               |                                                 |
| El mañana nunca muere          | Prof. Inga Bergstrøm (Cecilie Thomsen) Paris Carver (Teri Hatcher) Wai Lin (Michelle Yeoh)                       | Wai Lin                         |                                                             | Paris Carver                                    |
| The World Is Not Enough        | Dr. Molly Warmflash (Serena Scott Thomas) Elektra King (Sophie Marceau) Dr. Christmas Jones (Denise Richards)    | Dr. Christmas Jones             | Giulietta da Vinci (Maria Grazia Cucinotta) Elektra King    |                                                 |
| Die Another Day                | Giacinta "Jinx" Johnson (Halle Berry) Miranda Frost (Rosamund Pike)                                              | Giacinta "Jinx" Johnson         | Miranda Frost                                               |                                                 |
| Casino Royale                  | Vesper Lynd (Eva Green)                                                                                          | Vesper Lynd                     | Valenka (Ivana Miličević)                                   | Solange Dimitrios (Caterina Murino) Vesper Lynd |
| Quantum of Solace              | Camille Montes (Olga Kurylenko) Strawberry Fields (Gemma Arterton)                                               | Camille Montes (Olga Kurylenko) |                                                             | Strawberry Fields                               |
| Skyfall                        | Bond's Lover (Tonia Sotiropoulou) Sévérine (Bérénice Marlohe)                                                    | Eve Moneypenny (Naomie Harris)  | Sévérine                                                    | Sévérine                                        |
| Spectre                        | Estrella (Stephanie Sigman) Lucia Sciarra (Monica Bellucci) Dr. Madeleine Swann (Léa Seydoux)                    | Dr. Madeleine Swann             |                                                             |                                                 |
| Sin tiempo para morir          | Paloma Agente de la CIA (Ana de Armas) Dr. Madeleine Swann (Léa Seydoux)                                         | Dr. Madeleine Swann             | Paloma Agente de la CIA                                     |                                                 |

### Películas ajenas a Eon Productions
| Película                     | Chica Bond                                                                                                 | Actriz                                                                                                 |
| ---------------------------- | --- | --- |
| Casino Royale (1954)         | Valerie Mathis                                                                                             | Linda Christian                                                                                        |
| Casino Royale (1967)         | Vesper Lynd Miss Goodthighs Agent Mimi/Lady Fiona McTarry The Detainer Mata Bond Buttercup Miss Moneypenny | Ursula Andress Jacqueline Bisset Deborah Kerr Daliah Lavi Joanna Pettet Angela Scoular Barbara Bouchet |
| Never Say Never Again (1983) | Domino Petachi * Fatima Blush Patricia Fearing * Lady in Bahamas                                           | Kim Basinger Bárbara Carrera Prunella Gee Valerie Leon                                                 |

(*) Probable Nacionalidad

## Chicas Bonden los videojuegos
| Juego                       | Chica Bond                                                     | Actriz                                                                          |
| --------------------------- | -------------------------------------------------------------- | ------------------------------------------------------------------------------- |
| Agente en fuego cruzado     | Zoe Nightshade                                                 | Caron Pascoe (voz)                                                              |
| 007 Nightfire               | Dominique Paradis Zoe Nightshade Alura McCall Makiko Hayashi   | Lena Reno (voz) Jeanne Mori (voz) Kimberley Davies (voz) Tamlyn Tomita (voz)    |
| James Bond 007: Todo o Nada | Serena St. Germaine Dr. Katya Nadanova Miss Nagai Mya Starling | Shannon Elizabeth Heidi Klum Misaki Itō Mýa                                     |
| GoldenEye: Agente Corrupto  | Pussy Galore Xenia Onatopp                                     | Jeannie Elias (voz) Jenya Lano (voz)                                            |
| Desde Rusia con Amor        | Tatiana Romanova Eva Elizabeth Stark                           | Daniela Bianchi (imagen) Kari Wahlgren (voz) Maria Menounos Natasha Bedingfield |

## Chicas Bonden las novelas

### Ian Fleming
| Novela                          | Chica Bond                                  |
| ------------------------------- | ------------------------------------------- |
| Casino Royale                   | Vesper Lynd                                 |
| Live and Let Die                | Solitaire                                   |
| Moonraker                       | Gala Brand                                  |
| Diamonds Are Forever            | Tiffany Case                                |
| Desde Rusia con amor            | Tatiana Romanova                            |
| Dr. No                          | Honeychile Rider                            |
| Goldfinger                      | Pussy Galore Jill Masterson Tilly Masterson |
| "From a View to a Kill"         | Mary Ann Russell                            |
| "For Your Eyes Only"            | Judy Havelock                               |
| "Quantum of Solace"             | sin chica Bond                              |
| "Risico"                        | Lisl Baum                                   |
| "The Hildebrand Rarity"         | Liz Krest                                   |
| Thunderball                     | Dominetta "Domino" Vitali                   |
| The Spy Who Loved Me            | Vivienne Michel                             |
| On Her Majesty's Secret Service | Teresa di Vicenzo                           |
| You Only Live Twice             | Kissy Suzuki                                |
| The Man with the Golden Gun     | Mary Goodnight                              |
| "The Living Daylights"          | sin chica Bond                              |
| "The Property of a Lady"        | sin chica Bond                              |
| "Octopussy"                     | sin chica Bond                              |
| "007 in New York"               | Solange                                     |
| "Spectre 007"                   | Léa Seydoux                                 |

Mary Goodnight es un personaje de varias novelas Bond, hasta convertirse en una completa Chica Bond en la novela "El Hombre de la pistola de oro". En los cuentos cortos "Quantum of Solace", "The Living Daylights" y "The Property of a Lady" el rasgo femenino asume un prominente rol, sin interactuar románticamente con Bond.

### Kingsley Amis/Robert Markham
| Novela      | Chica Bond         |
| ----------- | ------------------ |
| Colonel Sun | Ariadne Alexandrou |

### John Gardner
| Novela                  | Chica Bond                                               |
| ----------------------- | -------------------------------------------------------- |
| Licence Renewed         | Lavender Peacock Ann Reilly                              |
| For Special Services    | Cedar Leiter Nena Bismaquer Ann Reilly                   |
| Icebreaker              | Paula Vacker Rivke Ingber                                |
| Role of Honour          | Percy Proud Freddie Fortune Cindy Chalmer                |
| Nobody Lives For Ever   | Sukie Tempesta Nannie Norrich                            |
| No Deals, Mr. Bond      | Ebbie Heritage Heather Dare                              |
| Scorpius                | Harriet Horner                                           |
| Win, Lose or Die        | Beatrice Maria da Ricci Clover Pennington Nikki Ratnikov |
| Brokenclaw              | Sue Chi-Ho                                               |
| The Man from Barbarossa | Nina Bibikova Stephanie Adore                            |
| Death is Forever        | Elizabeth St. John Praxi Simeon                          |
| Never Send Flowers      | Flicka von Grusse                                        |
| SeaFire                 | Flicka von Grusse                                        |
| COLD                    | Beatrice Maria da Ricci Toni Nicolleti                   |

### Raymond Benson
| Novela                      | Chica Bond                                   |
| --------------------------- | -------------------------------------------- |
| Blast from the Past         | Cheryl Haven                                 |
| Zero Minus Ten              | Sunni Pei                                    |
| The Facts of Death          | Niki Mirakos                                 |
| Midsummer Night's Doom      | Lisa Dergan                                  |
| High Time to Kill           | Helena Marksbury Gina Hollander Hope Kendall |
| Live at Five                | Janet Davies Natalia Lustokov                |
| Doubleshot                  | Heidi Taunt Hedy Taunt                       |
| Never Dream of Dying        | Tylyn Mignonne                               |
| The Man with the Red Tattoo | Reiko Tamura Mayumi McMahon                  |

La chica Playboy Lisa Dergan es hasta la fecha la única persona real caracterizada en una novela Bond.

### Charlie Higson
| Novela      | Chica Bond     |
| ----------- | -------------- |
| SilverFin   | Wilder Lawless |
| Blood Fever | Amy Goodenough |

### Gaspar Ferroni
| Novela               | Chica Bond | Actriz que la interpreta |
| -------------------- | ---------- | ------------------------ |
| Fiesta en RobotGroup | Vesper     | Lucía Bertola            |

## Chicas Bonden la música
- La banda británica de indie rock The Rascals le dedica una canción a las chicas bond. Bond Girl es el título de la canción que en una frase dice: "the perfect girl from the Bond film".
- La cantante francesa Alizée dedica una canción a las chicas bond llamada J.B.G. (James Bond Girl) que viene incluida en su primer álbum llamado Gourmandises